# Peter James Bethune
Pour les articles homonymes, voir Bethune.
Peter James « Pete » Bethune (né le 4 avril 1965) est un citoyen néo-zélandais, promoteur des biocarburants, ancien membre de la Sea Shepherd Conservation Society et détenteur du record du tour du monde le plus rapide en powerboat.
Il a été capitaine du Ady Gil jusqu'à ce que celui-ci sombre après avoir été impliqué dans une collision avec un baleinier japonais. Il a été arrêté à la suite de l'abordage de ce navire. Il a été jugé le 7 juillet 2010 et a reçu une condamnation avec sursis.

## Biographie

### Début de carrière
Bethune grandit à Hamilton en Nouvelle-Zélande dans une famille de 5 enfants. Il étudia les sciences à l'université de Waikato et l'ingénierie à l'université d'Auckland.
Il a deux filles avec sa femme Sharyn, de laquelle il est séparé.
Il commença sa carrière comme ingénieur en exploration pétrolière et travailla en Mer du Nord et en Libye. En 1997, il cofonda CamSensor Technologies. L'entreprise fabriquait des systèmes de caméra automatisée pour contrôler des robots utilisés dans des tâches complexes telles que la découpe et le calibrage de carcasse de viande. Il déménagea ensuite à Sydney pour y établir sa propre affaire.
Il est inflexible quant au potentiel des carburants alternatifs[style à revoir]. En 2003, Bethune écrit un article de 20 000 mots alors qu'il poursuit son Master of Business Administration à l'université de Macquarie sur les énergies renouvelables dans le transport routier.
Concernant ses intérêts pour la pêche et la chasse ainsi que ses précédents emplois, Bethune a expliqué à un journaliste du The New Zealand Herald : « Je viens d'un milieu très inhabituel pour être un conservationniste ».

### Capitaine du Earthrace

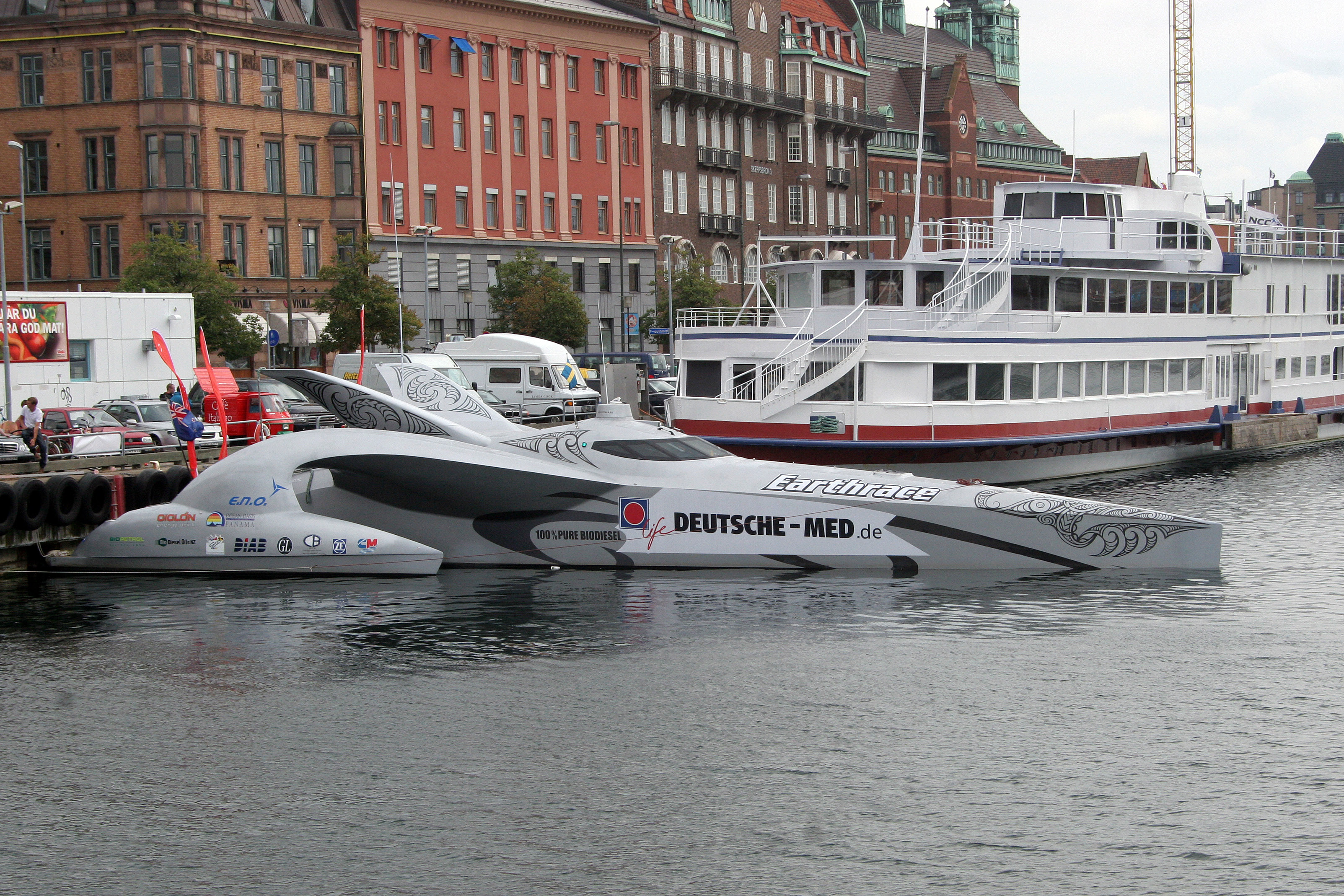
Le bateau Earthrace à Malmo, en Suède, le 20 août 2007.

Alors concentré sur ses recherches à Macquarie, Bethune veut prouver que les carburants à base d'hydrocarbures peuvent être remplacés par des biocarburants durables.
Il conçoit et construit le Earthrace dans le but de battre le record du monde pour une circumnavigation par un powerboat, dans l'espoir que cela retienne l'attention sur la viabilité du biodiesel comme carburant alternatif. Il hypothèque sa maison en Nouvelle-Zélande et finance la construction en pensant récupérer les dépenses par des sponsoring. Il refuse un sponsoring de quatre millions de dollars d'une entreprise qui voulait utiliser du diesel ordinaire.
Sa première tentative commence à Barbade le 10 mars 2007. Il fait face à de nombreux retards, dus à des problèmes avec les hélices et d'autres impondérables mécaniques.
Dans la nuit du 19 mars, tandis qu'il se trouve à 22 km des côtes du Guatemala, l'Earthrace entre en collision avec un bateau de pêche local. Aucun membre de l'équipage n'est blessé mais un des trois membres de l'équipage du bateau de pêche est tué dans la collision. L'équipage est dégagé de toute responsabilité après une investigation de 10 jours pendant laquelle il est maintenu en détention.
Ils quittent San Diego le 7 avril 2007, et doivent rentrer avant le 21 juin pour battre le record. La tentative est cependant abandonnée le 31 mai après qu'une fissure ait été découverte dans la coque, peu de temps après avoir quitté Malaga, en Espagne.
L'Earthrace repart de Valence, pour une nouvelle tentative, le 1er mars 2008. Pour mobiliser les médias, Bethune et deux autres membres de l'équipage subissent une liposuccion dans l'objectif de convertir une petite partie de la graisse de leurs propres corps en carburant. L'idée est née d'un précédent projet de tour de la Nouvelle Zélande en voiture, à laquelle une usine de biodiesel mobile était attachée. Bethune parvient au port espagnol de Sagunto le 27 juin.
Le voyage est donc accompli en 60 jours, 23 heures et 49 minutes, battant le précédent record de plus de deux semaines,. Bethune embarque ensuite pour un tour du monde avec le même navire pour promouvoir la prise de conscience des carburants alternatifs.

### Capitaine du Ady Gil

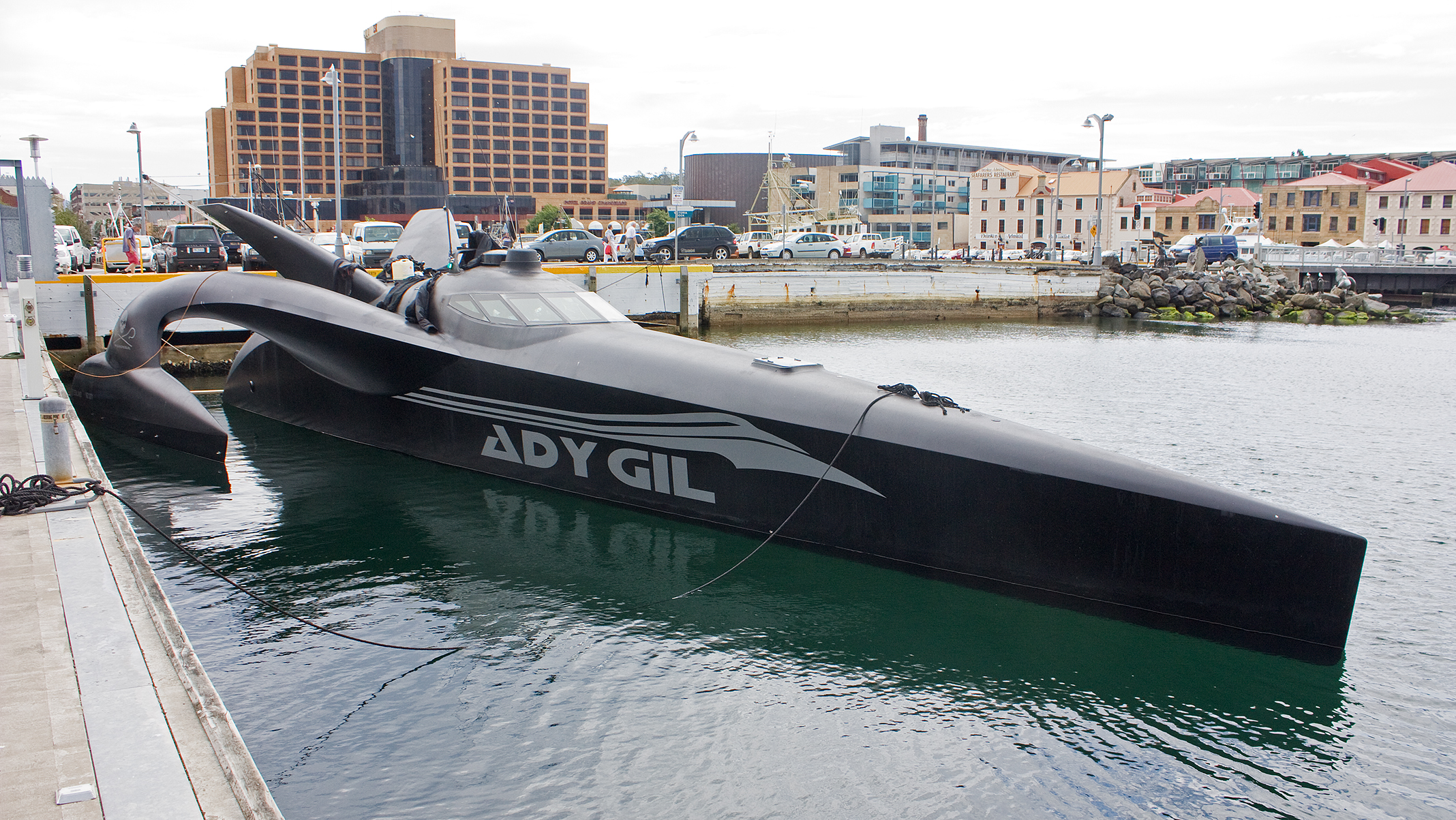
Ady Gil, Hobart, Australie, 16 décembre 2009.

Après avoir fait le tour du monde, le Earthrace est mis en vente pour 2,6 millions, et, comme aucun acheteur ne se présente,, Bethune envisage de l'utiliser pour s'interposer devant les baleiniers japonais, dans l'océan Austral.
Le navire possède le nom de son premier propriétaire, directeur d'une maison de production hollywoodienne, qui l'achète et le baptise le 17 octobre 2009.
Gil laisse le navire à Bethune et à un équipage de cinq personnes, après l'avoir fait réaménager pour participer à des activités contre la chasse à la baleine, au nom de l'organisation Sea Shepherd Conservation Society,,. Bethune déclare avant l'opération : « I'm a conservationist. One of the things I've learned on 'Earthrace' is stand up for stuff you believe in. Year after year the Japanese go down there and nothing seems to change. I'm going down there to disrupt the Japanese whalers. If they want to go amping things up a bit, then bring it on. ».
Sa femme dira plus tard à la presse qu'il était surtout alarmé par l'état des océans, sentiment né alors qu'il commandait le navire pendant ses tentatives de record.
Le 6 janvier 2010, le Ady Gil est impliqué dans une collision avec le baleinier japonais Shōnan Maru 2 dans l'océan Austral, à la suite de laquelle le Ady Gil sombre. Les autorités japonaises de recherche scientifique et les activistes de l’organisation écologiste Sea Shepherd se rejettent alors mutuellement la responsabilité de la collision,.
Une enquête sur la collision lancée par la Australian Maritime Safety Authority (AMSA) se révèle peu concluante et incapable de nommer un responsable. L'AMSA n'est pas capable de vérifier les affirmations de Sea Shepherd, pendant que le gouvernement japonais décline la participation à l'enquête, prétextant que toute information en sa possession pourrait être utilisée dans une enquête par ses propres autorités.

### Arrestation
Le 15 février 2010, Bethune aborde de nouveau le Shōnan Maru 2, clâmant être en train de réaliser l'arrestation citoyenne de son capitaine, Hiroyuki Komiya, pour tentative de meurtre. Bethune demande également trois millions de dollars pour la perte de son navire,. L'Institut de recherche japonais sur les cétacés publie par la suite une déclaration faisant de cette action un coup de publicité.
Bethune utilise un jet ski pour approcher le bateau, puis grimpe sur le pont après avoir coupé un filet anti-abordage qui était placé autour de la coque. Il est ensuite détenu mais bien traité par l'équipage du navire et emmené à Tokyo, où il est arrêté par la garde côtière du Japon le 12 mars, avec pour chef d'inculpation la tentative d'intrusion,,.
Le 2 avril 2010, Bethune est inculpé au Japon de cinq chefs d'inculpation : intrusion, agression, possession illégale d'un couteau, destruction de propriété et obstruction d'affaires. La qualification d'agression est basée sur l'allégation qu'il aurait jeté une bouteille d'acide butyrique sur le Shonan Maru 2 plusieurs jours avant l'abordage, causant des brûlures au visage d'un baleinier. Le groupe Sea Shepherd clâme que les brûlures du membre de l'équipage avait été causées par lui-même, en jetant du gaz poivre aux protestants.
Bethune peut alors être condamné à quinze ans de prison s'il est reconnu coupable de blessures, et jusqu'à trois ans s'il est reconnu coupable d'intrusion. L'avocat de Bethune explique que les charges sont infondées et assure que son client les niera fortement. Il est alors détenu sans caution dans le centre de détention de sécurité maximale de Tokyo avant son jugement,.

### Procès
Le procès de Bethune commence le 27 mai. Bethune concède les faits de quatre des charges contre lui : intrusion sur le bateau, obstruction par la force de son fonctionnement, violation de la loi sur les armes à feu et armes blanches (Firearms and Swords Control Law) et destruction de propriété,.
Il conteste avoir agressé un des membres d'équipage japonais mais admet avoir lancé un projectile d'acide butyrique,.
L'avocat représentant Bethune, Dan Harris, dit au New York Post que Bethune n'a pas admis être coupable des charges qui lui sont reprochées, parce qu'il agissait pour arrêter la chasse illégale des baleiniers japonais, et donc que ses actions n'étaient pas illégales. « Il conteste sa culpabilité sur toutes les charges » ajoute-t-il.
Le 4 juin, Sea Shepherd annonce qu'il n'est plus formellement associé à Peter Bethune car un arc et des flèches ont été découverts sur l'Ady Gil au cours de la chasse à la baleine. Le groupe ne croit pas que l'arme était destinée à être utilisée contre une personne. Sea Shepherd déclare qu'elle continuerait à soutenir Bethune au cours du procès au Japon. Le 7 juillet, Peter Bethune est condamné à deux ans avec sursis. En outre, il est interdit au Japon pendant cinq ans et est renvoyé en Nouvelle-Zélande le 9 juillet.

### Rejet de Sea Shepherd
Début octobre 2010, Pete Bethune déclare qu'il a coulé l'Ady Gil à la demande de Paul Watson, qu'il décrit comme « dishonest » et « morally bankrupt ». D'après lui, il avait reçu l'autorisation de Sea Shepherd d'apporter un arc et des flèches ; il estime également que le bateau aurait pu être sauvé. Il déclare par la suite que ses déclarations étaient fausses .